# Beauty and the Bad Man
Beauty and the Bad Man er en amerikansk stumfilm fra 1925 instrueret af William Worthington.

## Medvirkende
- Mabel Ballin som Cassie
- Forrest Stanley som Madoc Bill
- Russell Simpson som Chuckwalla Bill
- George Beranger som L.I.B. Bell
- Edna Mae Cooper som Mayme
- James Gordon som Gold Hill Cassidy